# 江波 (1963年)
江波（1963年—），安徽全椒人，汉族，中华人民共和国政治人物、第十二届全国人民代表大会安徽地区代表。
毕业于北京钢铁学院物理学专业。2013年，被选为全国人大代表。